# Miss Italia
Miss Italia è un concorso di bellezza italiano, volto ad eleggere, simbolicamente, la ragazza più bella d'Italia. Fin dalla prima edizione del 1946 ha visto tra le sue concorrenti molte giovani donne che sarebbero poi diventate famose nel mondo dello spettacolo.
La Miss Italia in carica è la vincitrice dell'edizione 2024, Ofelia Passaponti.

## Storia
Antesignano di Miss Italia è il concorso di 5000 lire per un sorriso, disputatosi dal 1939 al 1941 da un'idea di Dino Villani per sponsorizzare una marca di dentifricio. Si tratta di un concorso fotografico: le concorrenti non sfilano fisicamente, ma si limitano ad inviare una loro foto.
Dopo l'interruzione dovuta alla seconda guerra mondiale, il concorso riprende nel 1946 e adotta il nome attuale di Miss Italia. Le prime edizioni, che ora prevedono la sfilata delle miss, si svolgono a Stresa, che mantiene quasi intatta la sua struttura alberghiera nonostante la guerra. Nel corso degli anni il concorso vede alcuni cambi di sede.
Miss Italia passa indenne gli anni della contestazione e del femminismo, pur continuando a raccogliere di tanto in tanto critiche per il modo in cui viene presentata la donna.
Molte delle partecipanti al concorso di Miss Italia, sia vincitrici che non, sono riuscite a sfondare nel mondo del cinema e dello spettacolo in generale. Tra le più celebri si ricordano: Silvana Pampanini, Silvana Mangano, Gina Lollobrigida, Sophia Loren, Lucia Bosè, Roberta Capua, Mirca Viola, Caterina Murino, Simona Ventura, Anna Falchi, Martina Colombari, Christiane Filangieri, Anna Valle, Daniela Ferolla, Francesca Chillemi, Miriam Leone, Giusy Buscemi.
Il concorso nel corso degli anni si adegua ai costumi della società italiana. Nel 1950 va in onda per la prima volta alla radio (ed è dello stesso anno il film dedicato al concorso di bellezza, Miss Italia, interpretato, fra gli altri, dall'ex concorrente Gina Lollobrigida e da Constance Dowling), nel 1959 entra a far parte di Miss Italia Enzo Mirigliani, che ne assume la direzione sostituendo Dino Villani. Nel 1979 il concorso approda in televisione, prima su un circuito di emittenti locali, poi dal 1981 al 1987 su Canale 5 e Italia 1, che si alternavano nella trasmissione dell'evento; dal 1988 al 2012 il concorso va in onda in diretta televisiva su Rai 1 e dal 2013 al 2018 su LA7; nel 2019 il concorso è trasmesso nuovamente dalla Rai.
Nel 1990 vengono abolite le "misure" delle ragazze (seno-vita-fianchi); nel 1994 il concorso viene aperto alle ragazze sposate e/o con figli, anche in seguito allo strascico di polemiche successive alla vittoria della forlivese Mirca Viola (1987), poi squalificata perché sposata e con un figlio, mentre nel 1996 si ha l'elezione della prima (e finora unica) Miss Italia non caucasica, di origine non italiana e dalla pelle scura, Denny Méndez, proveniente dalla Repubblica Dominicana. L'età delle partecipanti al concorso viene via via aumentata: durante gli anni '70 e '80 si sono avute diverse miss minorenni (Anna Kanakis e Susanna Huckstep, le più giovani, hanno vinto il titolo a 15 anni), mentre a partire dagli anni '90 la presenza di ragazze adolescenti produce diverse proteste da parte di movimenti e esponenti politici, tra cui una forte presa di posizione di alcuni esponenti della Lega Nord nel settembre 1994 (allora partito di maggioranza del Governo Berlusconi I), che dopo la messa in onda della finale del concorso propone un disegno di legge per vietare alle minorenni la partecipazione ai concorsi di bellezza, causando una decisa replica di Mirigliani in difesa della manifestazione. Dall'edizione 2002 il regolamento viene modificato permettendo l'accesso al concorso solo alle ragazze che siano maggiorenni alla data prevista per la finale.
Nel 2007 nasce la polemica sulla valorizzazione del "lato B" delle miss. Nel 2011 vengono introdotte novità di rilievo come Miss Italia Sport, titolo dedicato alle sportive, e Miss Forme Morbide.
Nelle varie giurie che si sono succedute nel corso degli anni figurano alcuni dei nomi più importanti della cultura e dello spettacolo italiano. Tra i giurati si ricordano: Totò, Giorgio De Chirico, Giovanni Guareschi, Luchino Visconti, Vittorio De Sica, Gina Lollobrigida, Alberto Lattuada, Marcello Mastroianni, Ugo Tognazzi, Lina Wertmüller, Dino Risi, Alberto Sordi, Claudia Cardinale, Sophia Loren, Raimondo Vianello, Mike Bongiorno, Luciano Rispoli, Maurizio Costanzo e Pippo Baudo.
Oltre al titolo di Miss Italia, durante il concorso vengono assegnati diversi titoli secondari, variabili negli anni e a seconda degli sponsor delle edizioni, tra cui: Miss Deborah Milano, Miss Sorriso Fiat, Miss Eleganza Silvian Heach, Miss Cinema Planter's, Miss Televolto, Miss Ragazza in Gambissima Luciano Barachini, Miss TV Sorrisi e Canzoni, Miss Miluna, Miss Wella Professionals, Miss Rocchetta Bellezza, Miss Benessere Specchiasol. Dal 1991 viene istituito il concorso separato "Miss Italia nel mondo", che premia la ragazza più bella tra quelle residenti all'estero (di norma figlie di emigrati). Nel 2012 poi viene istituito un concorso dedicato alle ragazze straniere che vivono in Italia da almeno un anno.
Organizzatore di Miss Italia dal 1959 al 2002 è stato Enzo Mirigliani, al cui lavoro il concorso deve gran parte della sua fortuna. Il patron ha ceduto il posto alla figlia Patrizia Mirigliani nel 2003.
Nel 2013 la Rai annuncia che non trasmetterà più il concorso di bellezza, che passa quindi su LA7; l'approvazione dell'allora Presidente della Camera Laura Boldrini suscita polemiche contrastanti. LA7 ha trasmesso la kermesse fino al 2018 ottenendo degli ascolti molto più bassi.
Nel 2014 vengono introdotte due novità di grande rilievo: l'età massima delle partecipanti passa da 26 a 30 anni; sono ammesse anche le ragazze nate in Italia da genitori stranieri, anche se non in possesso della cittadinanza italiana. Per la prima volta nella storia del concorso, la realizzazione dello show viene affidata ad una società di produzione esterna: Magnolia, guidata da Leonardo Pasquinelli.
Nel 2016 continua la collaborazione con LA7 e la produzione della trasmissione viene affidata al Consorzio Gruppo Eventi guidato da Vincenzo Russolillo, già agente regionale di Miss Italia per la Basilicata dal 2000. La regia viene affidata per la prima volta nella storia del Concorso ad una donna, Giuliana Baroncelli.
Nel 2018 vince il concorso la ballerina Carlotta Maggiorana, prima Miss di sempre a conquistare regolarmente la vittoria da sposata.
Nel 2019, in occasione degli 80 anni della kermesse, la finale del concorso torna ad essere trasmessa su Rai 1.
Nel corso del 2020 e del 2021 la manifestazione ha subito forti rallentamenti nello svolgimento delle selezioni regionali a causa della pandemia di COVID-19 e della relativa difficoltà nell'organizzare eventi dal vivo. Nonostante ciò, l'ottantunesima edizione è stata confermata, con la finale svoltasi il 14 dicembre 2020, per la prima volta nella storia del concorso a Roma e trasmessa solamente in streaming sui canali social del concorso.
Miss Italia 2021 si è svolta al Casinò di Venezia ed è stata trasmessa solamente sul web tramite la piattaforma streaming Helbiz Live con la finale in programma per il 13 febbraio 2022.
Miss Italia 2022 si è svolta a Roma il 21 dicembre 2022 ed è stata trasmessa esclusivamente tramite streaming sui canali YouTube e Facebook del concorso, mentre l'edizione del 2023 è stata trasmessa sempre in streaming sul sito web ufficiale della kermesse (nonostante per quest'ultima ne fosse stato inizialmente annunciato il ritorno in televisione sulla Rai dopo quattro anni, poi non avvenuto) così come anche l'edizione 2024, ospitata dal teatro comunale di Porto San Giorgio.
Nel febbraio 2025 è uscito su Netflix il documentario Miss Italia non deve morire, incentrato sui tentativi di Patrizia Mirigliani e del suo board di riportare il concorso agli antichi fasti, il 31 luglio dello stesso anno viene annunciato che il concorso tornerà ad essere trasmesso dalla Rai in streaming sulla piattaforma RaiPlay ed in simulcast anche su San Marino RTV; la finale del 2025 si terrà nuovamente a Porto San Giorgio il 15 settembre, al PalaSavelli.

## Vincitrici

### 5000 lire per un sorriso
| Anno | Vincitrice      | Vincitrice |
| Anno | Nome            | Regione    |
| ---- | --------------- | ---------- |
| 1939 | Isabella Verney | Piemonte   |
| 1940 | Gianna Maranesi | Lombardia  |
| 1941 | Adriana Serra   | Lombardia  |

### Miss Italia
Alcune Miss hanno partecipato indossando fasce assegnate nelle preselezioni di regioni diverse da quelle di loro nascita o di residenza; tra queste, Anna Maria Bugliari (1950), Isabella Valdettaro (1951), Eloisa Cianni (1952), Nives Zegna (1956), Brunella Tocci (1955), Beatrice Faccioli (1957), Paola Falchi (1958), Marisa Jossa (1959), Layla Rigazzi (1960), Raffaella De Carolis (1962), Loredana Piazza (1974), Roberta Capua (1986), Michela Rocco di Torrepadula (1987), Nadia Bengala (1988), Tania Zamparo (2000) e Daniela Ferolla (2001). Di seguito sono elencate le regioni scritte sulle fasce.
| Anno | Vincitrice                   | Vincitrice            | Seconda classificata         | Seconda classificata  | Terza classificata         | Terza classificata    |
| Anno | Nome                         | Regione               | Nome                         | Regione               | Nome                       | Regione               |
| ---- | ---------------------------- | --------------------- | ---------------------------- | --------------------- | -------------------------- | --------------------- |
| 1946 | Rossana Martini              | Toscana               | Silvana Pampanini            | Lazio                 |                            |                       |
| 1947 | Lucia Bosè                   | Lombardia             | Gianna Maria Canale          | Calabria              | Luigia "Gina" Lollobrigida | Lazio                 |
| 1948 | Fulvia Franco                | Friuli-Venezia Giulia | Ornella Zamperetti           | Emilia-Romagna        |                            |                       |
| 1949 | Mariella Giampieri           | Marche                | Bruna Rigo                   | Friuli-Venezia Giulia |                            |                       |
| 1950 | Anna Maria Bugliari          | Campania              | Anna Maria Rossi             | Lazio                 |                            |                       |
| 1951 | Isabella Valdettaro          | Liguria               | Marina Bughi                 | Piemonte              | Fanny Landini              | Liguria               |
| 1952 | Eloisa Cianni                | Toscana               | Marina Paolucci              | Liguria               | Marisa Valenti             | Lazio                 |
| 1953 | Marcella Mariani             | Lazio                 | Eletta Polvani               | Toscana               | Rosanna Galli              | Lazio                 |
| 1954 | Eugenia Bonino               | Sicilia               | Alba Armillei                | Lazio                 | Clara Mondozi              | Marche                |
| 1955 | Brunella Tocci               | Calabria              | Anna Maria Micheli           | Umbria                | Franca Capra               | Sardegna              |
| 1956 | Nives Zegna                  | Emilia-Romagna        | Rosa Bramanti                | Calabria              | Annunziata Di Pietro       | Lazio                 |
| 1957 | Beatrice Faccioli            | ―                     | Giuseppina Vodicer           | Toscana               | Mila Sorrentino            | Abruzzo               |
| 1958 | Paola Falchi                 | Emilia-Romagna        | Non elette                   | Non elette            | Non elette                 | Non elette            |
| 1959 | Marisa Jossa                 | Friuli-Venezia Giulia | Silvia Cajazza               | Calabria              | Doriana De Viri            | Toscana               |
| 1960 | Layla Rigazzi                | Liguria               | Erika Spaggiari              | Lombardia             | Anny Pace                  | Lazio                 |
| 1961 | Franca Cattaneo              | Liguria               | Adriana Isopi                | Abruzzo               | Rosalba Grottesi           | Lazio                 |
| 1962 | Raffaella De Carolis         | Sicilia               |                              |                       |                            |                       |
| 1963 | Franca Dall'Olio             | Sardegna              |                              |                       |                            |                       |
| 1964 | Mirka Sartori                | Veneto                |                              |                       |                            |                       |
| 1965 | Alba Rigazzi                 | Lombardia             |                              |                       |                            |                       |
| 1966 | Daniela Giordano             | Sicilia               | Nadia Marconi                | Lazio                 |                            |                       |
| 1967 | Cristina Businari            | Lazio                 |                              |                       |                            |                       |
| 1968 | Graziella Chiappalone        | Calabria              |                              |                       |                            |                       |
| 1969 | Anna Zamboni                 | Marche                | Nicoletta Forte              | Liguria               | Rossella Ambrosiani        | Lombardia             |
| 1970 | Alda Balestra                | Friuli-Venezia Giulia | Rosanna Barbieri             | Emilia-Romagna        | Anna Maria Rizzoli         | ―                     |
| 1971 | Maria Pinnone                | Lazio                 |                              |                       |                            |                       |
| 1972 | Adonella Modestini           | Lazio                 | Tanina Di Grado              | Toscana               | Patrizia Luparia           | Emilia-Romagna        |
| 1973 | Margareta Veroni             | Toscana               |                              |                       |                            |                       |
| 1974 | Loredana Piazza              | Veneto                | Ileana Caravati              | Lombardia             | Mary Montefusco            | Campania              |
| 1975 | Livia Iannoni                | Liguria               | Angela D'Orso                | Lazio                 |                            |                       |
| 1976 | Paola Bresciano              | Sicilia               |                              |                       |                            |                       |
| 1977 | Anna Kanakis                 | Sicilia               | Loren Cristina Mai           | Emilia-Romagna        | Silvana Capolino           | Campania              |
| 1978 | Loren Cristina Mai           | Lombardia             |                              |                       |                            |                       |
| 1979 | Cinzia Fiordeponti           | Abruzzo               | Elena Nardi                  | Friuli-Venezia Giulia | Renata Winkler             | Emilia-Romagna        |
| 1980 | Cinzia Lenzi                 | Toscana               |                              |                       |                            |                       |
| 1981 | Patrizia Nanetti             | Marche                |                              |                       |                            |                       |
| 1982 | Federica Moro                | Lombardia             |                              |                       |                            |                       |
| 1983 | Raffaella Baracchi           | Piemonte              | Tiziana Bonanni              | Umbria                | Melinita D'Urso            | Sicilia               |
| 1984 | Susanna Huckstep             | Friuli-Venezia Giulia |                              |                       |                            |                       |
| 1985 | Eleonora Resta               | Lombardia             |                              |                       |                            |                       |
| 1986 | Roberta Capua                | Trentino-Alto Adige   |                              |                       |                            |                       |
| 1987 | Michela Rocco di Torrepadula | ―                     | Maria Paola Gorini           | Umbria                | Lucia Masoni               | Toscana               |
| 1988 | Nadia Bengala                | Sardegna              | Laura Stevanella             | Veneto                |                            |                       |
| 1989 | Eleonora Benfatto            | Veneto                | Stefania Mega                | Puglia                |                            |                       |
| 1990 | Rosangela Bessi              | Lombardia             | Arianna Jacomelli            | Lazio                 | Lara Capitanio             | Veneto                |
| 1991 | Martina Colombari            | Emilia-Romagna        | Tatiana Zaghet               | Friuli-Venezia Giulia | Gioia Mariotti             | Toscana               |
| 1992 | Gloria Zanin                 | Veneto                | Monia Lazzaro                | Veneto                | Patrizia Deitos            | Emilia-Romagna        |
| 1993 | Arianna David                | Lazio                 | Tania Piga                   | Piemonte              | Erika Rossi                | Toscana               |
| 1994 | Alessandra Meloni            | Sardegna              | Beatrice Bocci               | Toscana               | Letizia Filippi            | Umbria                |
| 1995 | Anna Valle                   | Sicilia               | Arianna Marchetti            | Veneto                | Cristina Massetti          | Umbria                |
| 1996 | Denny Méndez                 | Toscana               | Ilaria Murtas                | Sardegna              | Maria Mazza                | Campania              |
| 1997 | Claudia Trieste              | Calabria              | Vincenza Cacace              | Campania              | Christiane Filangieri      | Campania              |
| 1998 | Gloria Bellicchi             | Emilia-Romagna        | Cristina Cellai              | Toscana               | Chiara Tribuzio            | Puglia                |
| 1999 | Manila Nazzaro               | Puglia                | Elisa Pelatti                | Emilia-Romagna        | Caterina Balivo            | Campania              |
| 2000 | Tania Zamparo                | Marche                | Barbara Di Palma             | Campania              | Alessia Signorini          | Toscana               |
| 2001 | Daniela Ferolla              | Calabria              | Carlotta Mantovan            | Veneto                | Simona Marotta             | Calabria              |
| 2002 | Eleonora Pedron              | Veneto                | Carla Duraturo               | Campania              | Silvia Iotti               | Emilia-Romagna        |
| 2003 | Francesca Chillemi           | Sicilia               | Debora Salvalaggio           | Lazio                 | Laura Prostamo             | Lombardia             |
| 2004 | Cristina Chiabotto           | Piemonte              | Chiara Perino                | Piemonte              | Ambra Lombardo             | Sicilia               |
| 2005 | Edelfa Chiara Masciotta      | Piemonte              | Anna Munafò                  | Sicilia               | Pamela Camassa             | Toscana               |
| 2006 | Claudia Andreatti            | Trentino-Alto Adige   | Elisa Silvestrin             | Veneto                | Ylenia De Valeri           | Lazio                 |
| 2007 | Silvia Battisti              | Veneto                | Sabrina Passante             | Puglia                | Ilaria Capponi             | Umbria                |
| 2008 | Miriam Leone                 | Sicilia               | Marianna Di Martino De Cecco | Sicilia               | Athina Covassi             | Friuli-Venezia Giulia |
| 2009 | Maria Perrusi                | Calabria              | Mirella Sessa                | Campania              | Letizia Bacchiet           | Veneto                |
| 2010 | Francesca Testasecca         | Umbria                | Giulia Nicole Magro          | Veneto                | Giulia Di Quinzio          | Abruzzo               |
| 2011 | Stefania Bivone              | Calabria              | Mayra Pietrocola             | Puglia                | Sarah Baderna              | Emilia-Romagna        |
| 2012 | Giusy Buscemi                | Sicilia               | Romina Pierdomenico          | Abruzzo               | Claudia Tosoni             | Lazio                 |
| 2013 | Giulia Arena                 | Sicilia               | Fabiola Speziale             | Sicilia               | Federica Ciocci            | Sardegna              |
| 2014 | Clarissa Marchese            | Sicilia               | Sara Nervo                   | Veneto                | Giulia Salemi              | Emilia-Romagna        |
| 2015 | Alice Sabatini               | Lazio                 | Letizia Moschin              | Veneto                | Vincenza Botti             | Campania              |
| 2016 | Rachele Risaliti             | Toscana               | Paola Torrente               | Campania              | Silvia Lavarini            | Veneto                |
| 2017 | Alice Rachele Arlanch        | Trentino-Alto Adige   | Laura Codén                  | Veneto                | Samira Lui                 | Friuli-Venezia Giulia |
| 2018 | Carlotta Maggiorana          | Marche                | Fiorenza D'Antonio           | Campania              | Chiara Bordi               | Lazio                 |
| 2019 | Carolina Stramare            | Lombardia             | Serena Petralia              | Sicilia               | Sevmi Tharuka Fernando     | Veneto                |
| 2020 | Martina Sambucini            | Lazio                 | Beatrice Scolletta           | Lazio                 | Alice Leone                | Liguria               |
| 2021 | Zeudi Di Palma               | Campania              | Gabriella Bagnasco           | Basilicata            | Lorena Tonacci             | Campania              |
| 2022 | Lavinia Abate                | Lazio                 | Carolina Vinci               | Sardegna              | Virginia Cavalieri         | Emilia-Romagna        |
| 2023 | Francesca Bergesio           | Piemonte              | Veronica Lasagna             | Lombardia             | Siria Pozzi                | Sardegna              |
| 2024 | Ofelia Passaponti            | Toscana               | Elisa Armosini               | Sardegna              | Mariama Diop               | Lombardia             |
| 2025 |                              |                       |                              |                       |                            |                       |

### Provenienza delle vincitrici
Di seguito le regioni in cui erano residenti le vincitrici al momento dell'elezione.
| Titoli | Regione               | Anni delle vittorie                                                          |
| ------ | --------------------- | ---------------------------------------------------------------------------- |
| 13     | Lazio                 | 1950, 1951, 1952, 1953, 1958, 1967, 1971, 1972, 1993, 2000, 2015, 2020, 2022 |
| 11     | Lombardia             | 1940, 1941, 1947, 1956, 1960, 1965, 1978, 1982, 1985, 1990, 2019             |
| 11     | Sicilia               | 1954, 1966, 1976, 1977, 1988, 1995, 2003, 2008, 2012, 2013, 2014             |
| 6      | Toscana               | 1946, 1973, 1980, 1996, 2016, 2024                                           |
| 6      | Veneto                | 1957, 1964, 1989, 1992, 2002, 2007                                           |
| 5      | Piemonte              | 1939, 1983, 2004, 2005, 2023                                                 |
| 5      | Calabria              | 1955, 1968, 1997, 2009, 2011                                                 |
| 5      | Friuli-Venezia Giulia | 1948, 1970, 1974, 1984, 1987                                                 |
| 4      | Campania              | 1959, 1986, 2001, 2021                                                       |
| 4      | Marche                | 1949, 1969, 1981, 2018                                                       |
| 2      | Emilia-Romagna        | 1991, 1998                                                                   |
| 2      | Trentino-Alto Adige   | 2006, 2017                                                                   |
| 2      | Umbria                | 1962, 2010                                                                   |
| 2      | Sardegna              | 1963, 1994                                                                   |
| 2      | Liguria               | 1961, 1975                                                                   |
| 1      | Puglia                | 1999                                                                         |
| 1      | Abruzzo               | 1979                                                                         |

Ad oggi la Basilicata, il Molise e la Valle d'Aosta sono le uniche regioni che non hanno mai visto vincitrice della kermesse una propria ragazza.

## Titoli speciali
Nel corso delle edizioni di Miss Italia, sono state consegnate anche altre prestigiose fasce. Le più antiche sono: Miss Cinema, Miss Eleganza e Miss Sorriso. Di seguito le titolate anno per anno.
| Anno | Miss Cinema                  | Miss Cinema            | Miss Eleganza                | Miss Eleganza          | Miss Sorriso               | Miss Sorriso          |
| Anno | Nome                         | Regione                | Nome                         | Regione                | Nome                       | Regione               |
| ---- | ---------------------------- | ---------------------- | ---------------------------- | ---------------------- | -------------------------- | --------------------- |
| 1946 | Titolo creato nel 1949       | Titolo creato nel 1949 | Titolo creato nel 1950       | Titolo creato nel 1950 | Anna Vignali Tina De Mola  | ―                     |
| 1947 | Titolo creato nel 1949       | Titolo creato nel 1949 | Titolo creato nel 1950       | Titolo creato nel 1950 | Bianca Maria Reina         | Lombardia             |
| 1948 | Titolo creato nel 1949       | Titolo creato nel 1949 | Titolo creato nel 1950       | Titolo creato nel 1950 | Renata Ferro               | Liguria               |
| 1949 | Non eletta                   | Non eletta             | Thea Pagnello                | Toscana                | Paola Sasso                | Liguria               |
| 1950 | Liliana Cardinale            | Lombardia              | Sofia Scicolone              | ―                      | Anna Maria Rossi           | Lazio                 |
| 1951 | Giovanna Mazzotti            | Emilia-Romagna         | Non assegnato                | Non assegnato          | Non assegnato              | Non assegnato         |
| 1952 | Lyla Rocco                   | Lazio                  | Non assegnato                | Non assegnato          | Non assegnato              | Non assegnato         |
| 1953 | Nadia Bianchi                | Lazio                  | Non assegnato                | Non assegnato          | Non assegnato              | Non assegnato         |
| 1954 | Wandisa Guida                | Puglia                 | Non assegnato                | Non assegnato          | Non assegnato              | Non assegnato         |
| 1955 | Bruna Cumar                  | Veneto                 | Non assegnato                | Non assegnato          | Non assegnato              | Non assegnato         |
| 1956 | Rosalba Neri                 | Emilia-Romagna         | Non assegnato                | Non assegnato          | Non assegnato              | Non assegnato         |
| 1957 | Milena Zini                  | Emilia-Romagna         | Non assegnato                | Non assegnato          | Non assegnato              | Non assegnato         |
| 1958 | Non eletta                   | Non eletta             | Non assegnato                | Non assegnato          | Non assegnato              | Non assegnato         |
| 1959 | Ileana Capurso               | Liguria                | Non assegnato                | Non assegnato          | Non assegnato              | Non assegnato         |
| 1960 | Non assegnato                | Non assegnato          | Evi Rigano                   | ―                      | Non assegnato              | Non assegnato         |
| 1961 | Non assegnato                | Non assegnato          | Marina Crovato               | Campania               | Non assegnato              | Non assegnato         |
| 1962 | Mariolina Carreri            | Lombardia              | Non assegnato                | Non assegnato          | Rosetta Bergamonti         | Lombardia             |
| 1963 | Marina Fava                  | Emilia-Romagna         | Anna Maria De Melgazzi       | Toscana                | Agata Fiori                | Lazio                 |
| 1964 | Delia Boccardo               | Lazio                  | Claudia Lange                | Lazio                  | Mirella Colombo            | Puglia                |
| 1965 | Gilda Giuffrida              | Piemonte               | Ennia Rossetto               | ―                      | Non assegnato              | Non assegnato         |
| 1966 | Luciana Vincenzi             | Lazio                  | Paola Rossi                  | Veneto                 | Non assegnato              | Non assegnato         |
| 1967 | Lorenza Guerrieri            | Lazio                  | Tamara Baroni                | Emilia-Romagna         | Non assegnato              | Non assegnato         |
| 1968 | Eleonora Minotto             | Piemonte               | Non assegnato                | Non assegnato          | Non assegnato              | Non assegnato         |
| 1969 | Ester Guidi                  | Emilia-Romagna         | Carla Embcke                 | Lazio                  | Non assegnato              | Non assegnato         |
| 1970 | Diana Scapolan               | Lombardia              | Marika Depoi                 | Lombardia              | Non assegnato              | Non assegnato         |
| 1971 | Nadia Coccoli                | Lombardia              | Giorgia Calò                 | Valle d'Aosta          | Non assegnato              | Non assegnato         |
| 1972 | Renata Cena                  | Valle d'Aosta          | Non assegnato                | Non assegnato          | Non assegnato              | Non assegnato         |
| 1973 | Monica Santorsola            | Puglia                 | Roberta Fedeli               | Lazio                  | Non assegnato              | Non assegnato         |
| 1974 | Maria Pia Liotta             | Calabria               | Nancy Nuvoli                 | Piemonte               | Non assegnato              | Non assegnato         |
| 1975 | Patrizia Garganese           | Puglia                 | Daniela Tolloy               | Lombardia              | Non assegnato              | Non assegnato         |
| 1976 | Annie Papa                   | Campania               | Giuliana Storchi             | Liguria                | Non assegnato              | Non assegnato         |
| 1977 | Tea Mihich                   | Veneto                 | Elvira Puglisi               | Sicilia                | Non assegnato              | Non assegnato         |
| 1978 | Ramona Dell'Abate            | Piemonte               | Daniela Palma                | Veneto                 | Non assegnato              | Non assegnato         |
| 1979 | Laura Lega                   | Liguria                | Roberta Tozzi                | Abruzzo                | Non assegnato              | Non assegnato         |
| 1980 | Stefania Fantini             | Sardegna               | Sofia Terpin                 | Friuli-Venezia Giulia  | Non assegnato              | Non assegnato         |
| 1981 | Rita Catania                 | Lombardia              | Ivana Gianfredi              | Piemonte               | Non assegnato              | Non assegnato         |
| 1982 | Selena Mastroianni           | Abruzzo                | Raffaella Malinconico        | Puglia                 | Non assegnato              | Non assegnato         |
| 1983 | Giusy Ravizza                | Lombardia              | Carla Di Martino             | Piemonte               | Non assegnato              | Non assegnato         |
| 1984 | Emi Nava                     | Lombardia              | Fabrizia La Femina           | Lazio                  | Non assegnato              | Non assegnato         |
| 1985 | Alessandra Carella           | Campania               | Paola Ducci                  | Lazio                  | Non assegnato              | Non assegnato         |
| 1986 | Barbara Borghesi             | Lombardia              | Helena Sanson                | Valle d'Aosta          | Non assegnato              | Non assegnato         |
| 1987 | Sonia Silvestri              | Veneto                 | Michela Rocco di Torrepadula | Friuli-Venezia Giulia  | Non assegnato              | Non assegnato         |
| 1988 | Viviana Natale               | Sicilia                | Simona Donalisio             | Piemonte               | Non assegnato              | Non assegnato         |
| 1989 | Anna Falchi                  | Marche                 | Serena Portoghese            | Basilicata             | Non assegnato              | Non assegnato         |
| 1990 | Livia Galeotti               | Umbria                 | Mariella Bellanova           | Lombardia              | Non assegnato              | Non assegnato         |
| 1991 | Gioia Mariotti               | Toscana                | Rosy Morghese                | Lombardia              | Non assegnato              | Non assegnato         |
| 1992 | Marica Coco                  | Sicilia                | Maria Rosaria Rizzi          | Basilicata             | Patrizia Deitos            | Emilia-Romagna        |
| 1993 | Erika Rossi                  | Toscana                | Arianna David                | Lazio                  | Marisa Cambriani           | Friuli-Venezia Giulia |
| 1994 | Stefania Del Zotto           | Lazio                  | Giorgia Di Stefano           | Umbria                 | Claudia Parisi             | Liguria               |
| 1995 | Valentina Pace               | Lazio                  | Anna Valle                   | Sicilia                | Lisa Gritti                | Veneto                |
| 1996 | Denny Méndez                 | Toscana                | Maria Mazza                  | Campania               | Non assegnato              | Non assegnato         |
| 1997 | Mara Carfagna                | Campania               | Tanja Lorenzi                | Trentino-Alto Adige    | Non assegnato              | Non assegnato         |
| 1998 | Martina Ceschi               | Trentino-Alto Adige    | Ilaria Spada                 | Lazio                  | Non assegnato              | Non assegnato         |
| 1999 | Manila Nazzaro               | Puglia                 | Samantha Meo                 | Lazio                  | Rosa De Santis             | Campania              |
| 2000 | Elisa Isoardi                | Piemonte               | Pamela Zichichi              | Lombardia              | Daniela Aparecida Ganzella | Emilia-Romagna        |
| 2001 | Sara Cardillo                | Campania               | Lucina Campisi               | Sicilia                | Lara Basso                 | Lazio                 |
| 2002 | Manuela Esposito             | Campania               | Carla Duraturo               | Campania               | Valentina Tisci            | Lazio                 |
| 2003 | Laura Prostamo               | Lombardia              | Debora Salvalaggio           | Lazio                  | Francesca Chillemi         | Sicilia               |
| 2004 | Chiara Perino                | Piemonte               | Roberta D'Amato              | Lazio                  | Rita Russo                 | Campania              |
| 2005 | Vera Santagata               | Lombardia              | Sara Crisci                  | Campania               | Claudia Fiorentini         | Umbria                |
| 2006 | Elisa Silvestrin             | Veneto                 | Linda Morselli               | Lombardia              | Ylenia De Valeri           | Lazio                 |
| 2007 | Micol Del Gaudio             | Liguria                | Federica Di Bartolo          | Lazio                  | Non assegnato              | Non assegnato         |
| 2008 | Miriam Leone                 | Sicilia                | Sabrina Cereseto             | Lombardia              | Margherita Diffido         | Campania              |
| 2009 | Claudia Loy                  | Lazio                  | Giulia Luchi                 | Toscana                | Letizia Bacchiet           | Veneto                |
| 2010 | Silvia Mazzieri              | Toscana                | Giulia Di Quinzo             | Abruzzo                | Non assegnato              | Non assegnato         |
| 2011 | Mara Dall'Armellina          | Veneto                 | Maria Ludovica Perissinotto  | Abruzzo                | Sara Izzo                  | Lazio                 |
| 2012 | Ludovica Frasca              | Campania               | Rossella Trovato             | Campania               | Chiara Carlini             | Lazio                 |
| 2013 | Giulia Arena                 | Sicilia                | Giulia Masotti               | Lombardia              | Non assegnato              | Non assegnato         |
| 2014 | Rosaria Deborah Alex Cerlino | Campania               | Rosaria Aprea                | Campania               | Elisa Piazza Spessa        | Lombardia             |
| 2015 | Alice Sabatini               | Lazio                  | Chiara Giuffrida             | Sicilia                | Francesca Busti            | Toscana               |
| 2016 | Adele Sammartino             | Campania               | Chiara Esposito              | Sicilia                | Alessia Prete              | Piemonte              |
| 2017 | Francesca Ena                | Sardegna               | Martina Bassi                | Lombardia              | Adelaide Compagno          | Sicilia               |
| 2018 | Martina Iacomelli            | Toscana                | Giulia Auer                  | Trentino-Alto Adige    | Marta Murru                | Liguria               |
| 2019 | Cosmary Fasanelli            | Puglia                 | Myriam Melluso               | Calabria               | Sevmi Tharuka Fernando     | Veneto                |
| 2020 | Titoli non assegnati         | Titoli non assegnati   | Titoli non assegnati         | Titoli non assegnati   | Titoli non assegnati       | Titoli non assegnati  |
| 2021 | Titoli non assegnati         | Titoli non assegnati   | Titoli non assegnati         | Titoli non assegnati   | Titoli non assegnati       | Titoli non assegnati  |
| 2022 | Carolina Vinci               | Sardegna               | Lavinia Abate                | Lazio                  | Anna Tosoni                | Veneto                |
| 2023 | Luna Mariasole Meneguzzo     | Veneto                 | Chiara Viscillo              | Puglia                 | Alice Galante              | Emilia-Romagna        |
| 2024 | Giulia Caramel               | Veneto                 | Mairana Diop                 | Lombardia              | Denise Uguccioni           | Liguria               |

## Organizzazione
| Edizione | Periodo                    | Periodo                    | Sede                                       | Organizzatore                         | Conduttore                           | Conduttore                           | Conduttore                           |
| Edizione | Inizio                     | Fine                       | Sede                                       | Organizzatore                         | Conduttore                           | Conduttore                           | Conduttore                           |
| -------- | -------------------------- | -------------------------- | ------------------------------------------ | ------------------------------------- | ------------------------------------ | ------------------------------------ | ------------------------------------ |
| 1ª       | 1939                       | 1939                       | Concorso svoltosi per corrispondenza       | Dino Villani                          | Concorso svoltosi per corrispondenza | Concorso svoltosi per corrispondenza | Concorso svoltosi per corrispondenza |
| 2ª       | 1940                       | 1940                       | Concorso svoltosi per corrispondenza       | Dino Villani                          | Concorso svoltosi per corrispondenza | Concorso svoltosi per corrispondenza | Concorso svoltosi per corrispondenza |
| 3ª       | 1941                       | 1941                       | Concorso svoltosi per corrispondenza       | Dino Villani                          | Concorso svoltosi per corrispondenza | Concorso svoltosi per corrispondenza | Concorso svoltosi per corrispondenza |
| 4ª       | settembre 1946             | settembre 1946             | Stresa                                     | Dino Villani                          | Corrado                              | Corrado                              | Corrado                              |
| 5ª       | 28 settembre 1947          | 28 settembre 1947          | Stresa                                     | Dino Villani                          | Corrado                              | Corrado                              | Corrado                              |
| 6ª       | 26 settembre 1948          | 27 settembre 1948          | Stresa                                     | Dino Villani                          | Corrado                              | Corrado                              | Corrado                              |
| 7ª       | 25 settembre 1949          | 25 settembre 1949          | Stresa                                     | Dino Villani                          | Corrado                              | Corrado                              | Corrado                              |
| 8ª       | 3 settembre 1950           | 3 settembre 1950           | Salsomaggiore Terme                        | Dino Villani                          | Corrado                              | Corrado                              | Corrado                              |
| 9ª       | 19 settembre 1951          | 23 settembre 1951          | Sanremo                                    | Dino Villani                          | Corrado                              | Corrado                              | Corrado                              |
| 10ª      | 21 settembre 1952          | 21 settembre 1952          | Merano                                     | Dino Villani                          | Nunzio Filogamo                      | Nunzio Filogamo                      | Nunzio Filogamo                      |
| 11ª      | 26 dicembre 1953           | 27 dicembre 1953           | Cortina d'Ampezzo                          | Dino Villani                          | Corrado                              | Corrado                              | Corrado                              |
| 12ª      | 6 settembre 1954           | 7 settembre 1954           | Rimini                                     | Dino Villani                          | Corrado                              | Corrado                              | Corrado                              |
| 13ª      | 5 settembre 1955           | 6 settembre 1955           | Rimini                                     | Dino Villani                          | Corrado                              | Corrado                              | Corrado                              |
| 14ª      | 28 agosto 1956             | 30 agosto 1956             | Rimini                                     | Dino Villani                          | Corrado                              | Corrado                              | Corrado                              |
| 15ª      | 31 agosto 1957             | 3 settembre 1957           | Pescara                                    | Dino Villani                          | Corrado                              | Corrado                              | Corrado                              |
| 16ª      | 4 ottobre 1958             | 6 ottobre 1958             | Stresa                                     | Dino Villani                          | Corrado                              | Corrado                              | Corrado                              |
| 17ª      | 28 agosto 1959             | 30 agosto 1959             | Ischia                                     | Enzo Mirigliani                       | Enzo Mirigliani                      | Enzo Mirigliani                      | Enzo Mirigliani                      |
| 18ª      | 10 settembre 1960          | 11 settembre 1960          | Salsomaggiore Terme                        | Enzo Mirigliani                       | Renato Tagliani                      | Renato Tagliani                      | Renato Tagliani                      |
| 19ª      | 3 settembre 1961           | 3 settembre 1961           | Salsomaggiore Terme                        | Enzo Mirigliani                       | Enzo Mirigliani                      | Enzo Mirigliani                      | Enzo Mirigliani                      |
| 20ª      | 2 settembre 1962           | 2 settembre 1962           | Salsomaggiore Terme                        | Enzo Mirigliani                       | Enzo Mirigliani                      | Enzo Mirigliani                      | Enzo Mirigliani                      |
| 21ª      | 1º settembre 1963          | 1º settembre 1963          | Salsomaggiore Terme                        | Enzo Mirigliani                       | Enzo Mirigliani                      | Enzo Mirigliani                      | Enzo Mirigliani                      |
| 22ª      | 6 settembre 1964           | 6 settembre 1964           | Salsomaggiore Terme                        | Enzo Mirigliani                       | Corrado                              | Corrado                              | Corrado                              |
| 23ª      | 3 settembre 1965           | 5 settembre 1965           | Salsomaggiore Terme                        | Enzo Mirigliani                       | Enzo Mirigliani                      | Enzo Mirigliani                      | Enzo Mirigliani                      |
| 24ª      | 3 settembre 1966           | 4 settembre 1966           | Salsomaggiore Terme                        | Enzo Mirigliani                       | Enzo Mirigliani                      | Enzo Mirigliani                      | Enzo Mirigliani                      |
| 25ª      | 2 settembre 1967           | 3 settembre 1967           | Salsomaggiore Terme                        | Enzo Mirigliani                       | Enzo Mirigliani                      | Enzo Mirigliani                      | Enzo Mirigliani                      |
| 26ª      | 30 agosto 1968             | 1º settembre 1968          | Salsomaggiore Terme                        | Enzo Mirigliani                       | Enzo Mirigliani                      | Enzo Mirigliani                      | Enzo Mirigliani                      |
| 27ª      | 30 agosto 1969             | 31 agosto 1969             | Salsomaggiore Terme                        | Enzo Mirigliani                       | Enzo Mirigliani                      | Enzo Mirigliani                      | Enzo Mirigliani                      |
| 28ª      | 29 agosto 1970             | 30 agosto 1970             | Salsomaggiore Terme                        | Enzo Mirigliani                       | Mike Bongiorno                       | Mike Bongiorno                       | Mike Bongiorno                       |
| 29ª      | 28 agosto 1971             | 29 agosto 1971             | Salsomaggiore Terme                        | Enzo Mirigliani                       | Enzo Mirigliani                      | Enzo Mirigliani                      | Enzo Mirigliani                      |
| 30ª      | 26 agosto 1972             | 27 agosto 1972             | Vibo Valentia                              | Enzo Mirigliani                       | Enzo Mirigliani                      | Enzo Mirigliani                      | Enzo Mirigliani                      |
| 31ª      | 25 agosto 1973             | 26 agosto 1973             | Vibo Valentia                              | Enzo Mirigliani                       | Mike Bongiorno                       | Mike Bongiorno                       | Mike Bongiorno                       |
| 32ª      | 5 settembre 1974           | 8 settembre 1974           | Reggio Calabria                            | Enzo Mirigliani                       | Daniele Piombi                       | Gabriella Farinon                    | Gabriella Farinon                    |
| 33ª      | 28 agosto 1975             | 31 agosto 1975             | Martina Franca                             | Enzo Mirigliani                       | Mike Bongiorno                       | Mike Bongiorno                       | Mike Bongiorno                       |
| 34ª      | 5 settembre 1976           | 5 settembre 1976           | Diamante, Praia a Mare e Scalea            | Enzo Mirigliani                       | Pippo Baudo                          | Pippo Baudo                          | Pippo Baudo                          |
| 35ª      | 4 settembre 1977           | 4 settembre 1977           | Palmi, Siderno e Sant'Eufemia d'Aspromonte | Enzo Mirigliani                       | Alberto Lupo                         | Sebastian                            | Sebastian                            |
| 36ª      | 4 settembre 1978           | 4 settembre 1978           | Reggio Emilia                              | Enzo Mirigliani                       | Enzo Mirigliani                      | Enzo Mirigliani                      | Enzo Mirigliani                      |
| 37ª      | 2 settembre 1979           | 2 settembre 1979           | Viareggio                                  | Enzo Mirigliani                       | Corrado                              | Corrado                              | Corrado                              |
| 38ª      | 30 agosto 1980             | 30 agosto 1980             | Gallio                                     | Enzo Mirigliani                       | Andrea Giordana                      | Andrea Giordana                      | Andrea Giordana                      |
| 39ª      | 6 settembre 1981           | 6 settembre 1981           | Formia                                     | Enzo Mirigliani                       | Andrea Giordana                      | Andrea Giordana                      | Andrea Giordana                      |
| 40ª      | 27 agosto 1982             | 29 agosto 1982             | Sanremo                                    | Enzo Mirigliani                       | Memo Remigi                          | Patrizia Rossetti                    | Patrizia Rossetti                    |
| 41ª      | 26 agosto 1983             | 28 agosto 1983             | Salsomaggiore Terme                        | Enzo Mirigliani                       | Ettore Andenna                       | Milly Carlucci                       | Michele Gammino                      |
| 42ª      | 31 agosto 1984             | 2 settembre 1984           | Salsomaggiore Terme                        | Enzo Mirigliani                       | Andrea Giordana                      | Andrea Giordana                      | Andrea Giordana                      |
| 43ª      | 30 agosto 1985             | 1º settembre 1985          | Salsomaggiore Terme                        | Enzo Mirigliani                       | Andrea Giordana                      | Amanda Lear                          | Amanda Lear                          |
| 44ª      | 29 agosto 1986             | 31 agosto 1986             | Salsomaggiore Terme                        | Enzo Mirigliani                       | Corrado Tedeschi                     | Marco Columbro                       | Marco Columbro                       |
| 45ª      | 3 settembre 1987           | 5 settembre 1987           | Salsomaggiore Terme                        | Enzo Mirigliani                       | Andrea Giordana                      | Dan Peterson                         | Ezio Greggio                         |
| 45ª      | Rielezione: 4 ottobre 1987 | Rielezione: 4 ottobre 1987 | Salsomaggiore Terme                        | Enzo Mirigliani                       | Narciso Parigi                       | Narciso Parigi                       | Narciso Parigi                       |
| 46ª      | 1º settembre 1988          | 3 settembre 1988           | Salsomaggiore Terme                        | Enzo Mirigliani                       | Fabrizio Frizzi                      | Fabrizio Frizzi                      | Fabrizio Frizzi                      |
| 47ª      | 2 settembre 1989           | 2 settembre 1989           | Salsomaggiore Terme                        | Enzo Mirigliani e Patrizia Mirigliani | Fabrizio Frizzi                      | Fabrizio Frizzi                      | Fabrizio Frizzi                      |
| 48ª      | 1º settembre 1990          | 1º settembre 1990          | Salsomaggiore Terme                        | Enzo Mirigliani e Patrizia Mirigliani | Fabrizio Frizzi                      | Fabrizio Frizzi                      | Fabrizio Frizzi                      |
| 49ª      | 6 settembre 1991           | 7 settembre 1991           | Salsomaggiore Terme                        | Enzo Mirigliani e Patrizia Mirigliani | Fabrizio Frizzi                      | Fabrizio Frizzi                      | Fabrizio Frizzi                      |
| 50ª      | 9 settembre 1992           | 12 settembre 1992          | Salsomaggiore Terme                        | Enzo Mirigliani e Patrizia Mirigliani | Fabrizio Frizzi                      | Fabrizio Frizzi                      | Fabrizio Frizzi                      |
| 51ª      | 3 settembre 1993           | 4 settembre 1993           | Salsomaggiore Terme                        | Enzo Mirigliani e Patrizia Mirigliani | Fabrizio Frizzi                      | Fabrizio Frizzi                      | Fabrizio Frizzi                      |
| 52ª      | 2 settembre 1994           | 3 settembre 1994           | Salsomaggiore Terme                        | Enzo Mirigliani e Patrizia Mirigliani | Fabrizio Frizzi                      | Fabrizio Frizzi                      | Fabrizio Frizzi                      |
| 53ª      | 30 agosto 1995             | 2 settembre 1995           | Salsomaggiore Terme                        | Enzo Mirigliani e Patrizia Mirigliani | Fabrizio Frizzi                      | Fabrizio Frizzi                      | Fabrizio Frizzi                      |
| 54ª      | 5 settembre 1996           | 7 settembre 1996           | Salsomaggiore Terme                        | Enzo Mirigliani e Patrizia Mirigliani | Fabrizio Frizzi                      | Fabrizio Frizzi                      | Fabrizio Frizzi                      |
| 55ª      | 4 settembre 1997           | 6 settembre 1997           | Salsomaggiore Terme                        | Enzo Mirigliani e Patrizia Mirigliani | Fabrizio Frizzi                      | Fabrizio Frizzi                      | Fabrizio Frizzi                      |
| 56ª      | 4 settembre 1998           | 6 settembre 1998           | Salsomaggiore Terme                        | Enzo Mirigliani e Patrizia Mirigliani | Fabrizio Frizzi                      | Fabrizio Frizzi                      | Fabrizio Frizzi                      |
| 57ª      | 3 settembre 1999           | 5 settembre 1999           | Salsomaggiore Terme                        | Enzo Mirigliani e Patrizia Mirigliani | Fabrizio Frizzi                      | Fabrizio Frizzi                      | Fabrizio Frizzi                      |
| 58ª      | 6 settembre 2000           | 11 settembre 2000          | Salsomaggiore Terme                        | Enzo Mirigliani e Patrizia Mirigliani | Fabrizio Frizzi                      | Fabrizio Frizzi                      | Fabrizio Frizzi                      |
| 59ª      | 6 settembre 2001           | 10 settembre 2001          | Salsomaggiore Terme                        | Enzo Mirigliani e Patrizia Mirigliani | Fabrizio Frizzi                      | Fabrizio Frizzi                      | Fabrizio Frizzi                      |
| 60ª      | 5 settembre 2002           | 9 settembre 2002           | Salsomaggiore Terme                        | Enzo Mirigliani e Patrizia Mirigliani | Fabrizio Frizzi                      | Fabrizio Frizzi                      | Fabrizio Frizzi                      |
| 61ª      | 11 settembre 2003          | 15 settembre 2003          | Salsomaggiore Terme                        | Enzo Mirigliani e Patrizia Mirigliani | Carlo Conti                          | Carlo Conti                          | Carlo Conti                          |
| 62ª      | 15 settembre 2004          | 19 settembre 2004          | Salsomaggiore Terme                        | Enzo Mirigliani e Patrizia Mirigliani | Carlo Conti                          | Carlo Conti                          | Carlo Conti                          |
| 63ª      | 15 settembre 2005          | 19 settembre 2005          | Salsomaggiore Terme                        | Enzo Mirigliani e Patrizia Mirigliani | Carlo Conti                          | Carlo Conti                          | Carlo Conti                          |
| 64ª      | 18 settembre 2006          | 22 settembre 2006          | Salsomaggiore Terme                        | Enzo Mirigliani e Patrizia Mirigliani | Carlo Conti                          | Carlo Conti                          | Carlo Conti                          |
| 65ª      | 20 settembre 2007          | 24 settembre 2007          | Salsomaggiore Terme                        | Enzo Mirigliani e Patrizia Mirigliani | Mike Bongiorno                       | Loretta Goggi                        | Loretta Goggi                        |
| 66ª      | 9 settembre 2008           | 13 settembre 2008          | Salsomaggiore Terme                        | Enzo Mirigliani e Patrizia Mirigliani | Carlo Conti                          | Carlo Conti                          | Carlo Conti                          |
| 67ª      | 12 settembre 2009          | 14 settembre 2009          | Salsomaggiore Terme                        | Enzo Mirigliani e Patrizia Mirigliani | Milly Carlucci                       | Milly Carlucci                       | Milly Carlucci                       |
| 68ª      | 11 settembre 2010          | 13 settembre 2010          | Salsomaggiore Terme                        | Patrizia Mirigliani                   | Milly Carlucci                       | Emanuele Filiberto di Savoia         | Emanuele Filiberto di Savoia         |
| 69ª      | 18 settembre 2011          | 19 settembre 2011          | Montecatini Terme                          | Patrizia Mirigliani                   | Fabrizio Frizzi                      | Fabrizio Frizzi                      | Fabrizio Frizzi                      |
| 70ª      | 9 settembre 2012           | 10 settembre 2012          |                                            | Patrizia Mirigliani                   | Fabrizio Frizzi                      | Fabrizio Frizzi                      | Fabrizio Frizzi                      |
| 71ª      | 27 ottobre 2013            | 27 ottobre 2013            | Jesolo                                     | Patrizia Mirigliani                   | Massimo Ghini                        | Cesare Bocci                         | Francesca Chillemi                   |
| 72ª      | 14 settembre 2014          | 14 settembre 2014          | Jesolo                                     | Patrizia Mirigliani                   | Simona Ventura                       | Simona Ventura                       | Simona Ventura                       |
| 73ª      | 20 settembre 2015          | 20 settembre 2015          | Jesolo                                     | Patrizia Mirigliani                   | Simona Ventura                       | Simona Ventura                       | Simona Ventura                       |
| 74ª      | 10 settembre 2016          | 10 settembre 2016          | Jesolo                                     | Patrizia Mirigliani                   | Francesco Facchinetti                | Francesco Facchinetti                | Francesco Facchinetti                |
| 75ª      | 9 settembre 2017           | 9 settembre 2017           | Jesolo                                     | Patrizia Mirigliani                   | Francesco Facchinetti                | Francesco Facchinetti                | Francesco Facchinetti                |
| 76ª      | 17 settembre 2018          | 17 settembre 2018          | Milano                                     | Patrizia Mirigliani                   | Francesco Facchinetti                | Diletta Leotta                       | Diletta Leotta                       |
| 77ª      | 6 settembre 2019           | 6 settembre 2019           | Jesolo                                     | Patrizia Mirigliani                   | Alessandro Greco                     | Alessandro Greco                     | Alessandro Greco                     |
| 78ª      | 14 dicembre 2020           | 14 dicembre 2020           | Roma                                       | Patrizia Mirigliani                   | Alessandro Greco                     | Margherita Praticò                   | Margherita Praticò                   |
| 79ª      | 13 febbraio 2022           | 13 febbraio 2022           | Venezia                                    | Patrizia Mirigliani                   | Alessandro Di Sarno                  | Elettra Lamborghini                  | Carolina Stramare                    |
| 80ª      | 21 dicembre 2022           | 21 dicembre 2022           | Roma                                       | Patrizia Mirigliani                   | Salvo Sottile                        | Salvo Sottile                        | Salvo Sottile                        |
| 81ª      | 8 novembre 2023            | 11 novembre 2023           | Salsomaggiore Terme                        | Patrizia Mirigliani                   | Jo Squillo                           | Jo Squillo                           | Jo Squillo                           |
| 82ª      | 22 settembre 2024          | 22 settembre 2024          | Porto San Giorgio                          | Patrizia Mirigliani                   | Andrea Dianetti                      | Andrea Dianetti                      | Andrea Dianetti                      |
| 83ª      | 15 settembre 2025          | 15 settembre 2025          | Porto San Giorgio                          | Patrizia Mirigliani                   |                                      |                                      |                                      |

## Trasmissione

### Serate televisive e social
- 1979-1992, 2013-2022  e dal 2024 - Serata unica
- 1993-1994, 2011, 2012 e 2023 - Due serate
- 1995-1999 e 2009-2010 - Tre serate
- 2000-2008 - Quattro serate

### Ascolti
I risultati elencati si riferiscono alla serata finale del concorso.
| Anno | Telespettatori           | Ascolti                  | Canale         | Canale         |                |
| ---- | ------------------------ | ------------------------ | -------------- | -------------- | -------------- |
| 1991 | 7 077 000                | 39,39%                   | Rai 1          | Rai 1          |                |
| 1993 | 7 360 000                | –                        | Rai 1          | Rai 1          |                |
| 1994 | 8 738 000                | 47,46%                   | Rai 1          | Rai 1          |                |
| 1997 | 8 852 000                | 52,16%                   | Rai 1          | Rai 1          |                |
| 1998 | 9 400 000                | –                        | Rai 1          | Rai 1          |                |
| 1999 | 10 677 000               | 55,7%                    | Rai 1          | Rai 1          |                |
| 2000 | 11 998 000               | 51,29%                   | Rai 1          | Rai 1          |                |
| 2005 | 9 281 000                | 47,04%                   | Rai 1          | Rai 1          |                |
| 2006 | 7 389 000                | 37,50%                   | Rai 1          | Rai 1          |                |
| 2007 | 6 222 000                | 32,57%                   | Rai 1          | Rai 1          |                |
| 2008 | 5 600 000                | 34,72%                   | Rai 1          | Rai 1          |                |
| 2009 | 5 252 000                | 28,13%                   | Rai 1          | Rai 1          |                |
| 2010 | 5 678 000                | 29,00%                   | Rai 1          | Rai 1          |                |
| 2011 | 5 024 000                | 25,93%                   | Rai 1          | Rai 1          |                |
| 2012 | 4 944 000                | 24,39%                   | Rai 1          | Rai 1          |                |
| 2013 | 937 000                  | 5,51%                    | LA7            | LA7            |                |
| 2014 | 1 213 000                | 7,22%                    | LA7            | LA7            |                |
| 2015 | 965 000                  | 5,78%                    | LA7            | LA7            |                |
| 2016 | 998 000                  | 6,99%                    | LA7            | LA7            |                |
| 2017 | 1 104 000                | 7,74%                    | LA7            | LA7            |                |
| 2018 | 802 000                  | 5,77%                    | LA7            | LA7            |                |
| 2019 | 2 679 000                | 19,58%                   | Rai 1          | Rai 1          |                |
| 2020 | In onda solo su internet | In onda solo su internet | YouTube        | Facebook       |                |
| 2021 | In onda solo su internet | In onda solo su internet | Helbiz Live    | Helbiz Live    |                |
| 2022 | In onda solo su internet | In onda solo su internet | YouTube        | Facebook       |                |
| 2023 | In onda solo su internet | In onda solo su internet | Sito ufficiale | Sito ufficiale | Sito ufficiale |
| 2024 | In onda solo su internet | In onda solo su internet | Sito ufficiale | Sito ufficiale | Sito ufficiale |
| 2025 | In onda solo su internet | In onda solo su internet | RaiPlay        | San Marino RTV |                |